# سلام دی‌جی
سلام دی‌جی (انگلیسی: Hey DJ) یک فیلم در سبک کمدی رمانتیک به کارگردانی جان جاکوبز است که در سال ۲۰۰۳ منتشر شد. از بازیگران آن می‌توان به شارلوت لویس و تینا وایزمن اشاره کرد.